# Herbert Graf
Herbert Graf (ur. 10 kwietnia 1903 w Wiedniu, zm. 5 kwietnia 1973 w Genewie) – amerykański reżyser operowy pochodzenia austriackiego.

## Kariera muzyczna
Był synem muzykologa Maxa Grafa. Studiował u Guido Adlera na Uniwersytecie Wiedeńskim, w 1925 roku uzyskał stopień doktora. Współpracował z operami w Münster, Wrocławiu, Frankfurcie nad Menem i Bazylei.
W 1934 roku wyemigrował do Stanów Zjednoczonych. W latach 1934–1935 współpracował z operą w Filadelfii, a od 1936 roku z nowojorską Metropolitan Opera. Od 1949 roku był dziekanem Curtis Institute of Music w Filadelfii. Po powrocie do Europy był dyrektorem oper w Zurychu (1960–1962) i Bazylei (1965–1973).

### Publikacje
Opublikował prace:
- The Opera and Its Future in America (Nowy Jork, 1941),
- Opera for the People (Minneapolis, 1951)
- Producing Opera for America (Zurych 1961).

## Przypadek „małego Hansa” w historii psychoanalizy
Będąc dzieckiem, Herbert Graf znalazł się na leczeniu u Sigmunda Freuda, który opisał historię jego choroby w kilku notatkach zawartych w liście otwartym do dr. M. Fürsta: W kwestii wychowania seksualnego dzieci z 1907 roku oraz opublikowanej w 1909 roku pracy pt. Analyse der Phobie eines fünfjährigen Knaben (Analiza fobii pięciolatka). Pacjent nazywany był początkowo „małym Herbertem”, następnie „małym Hansem”, pod tym ostatnim mianem trafił do historii psychoanalizy.

### Powstanie historii choroby
Na historię choroby „małego Hansa” powołuje się Freud również w innej swej wczesnej pracy, w której posłużyła mu ona za punkt wyjścia – w studium O dziecięcych teoriach seksualnych (1908). Freud zawarł w niej swe najważniejsze, omawiane w tym studium, teorie na temat seksualności dziecięcej. Historia choroby, opublikowana pierwotnie w „Jahrbuch für psychoanalytische und psychopathologische Forschungen” pojawia się jako „podana do druku przez Freuda”, ale nie jako praca jego autorstwa. Dopiero w VIII tomie Gesammelte Schriften z 1924 roku, zawierającym opis 5 przypadków, Freud dodał przypis, w którym wyjaśnił, że studium przypadku małego Hansa opublikowane zostało po uzyskaniu wyraźnej zgody jego ojca.
Freud wykorzystał później historię choroby małego Hansa jako podstawę do refleksji na temat istoty lęku, zamieszczonych w IV i VII rozdziale pracy Hemmung, Symptom und Angst (1926). Odwołuje się do niej również w związku z omawianiem kwestii totemizmu i fobii przed zwierzętami w IV rozprawie, rozdział III Totem i tabu (1912–1913). Dalsze uwagi na temat lęku i fobii dziecięcych znajdują się w XXV wykładzie Wstępu do psychoanalizy (1916–1917) i w VIII rozdziale pracy Hemmung, Symptom und Angst, a także w historii choroby człowieka od wilków.

### Opis przypadku
Rodzice Herberta Grafa, czyli „małego Hansa”, byli bardzo zainteresowani nową metodą terapeutyczną. Ojciec chłopca, Max Graf, bywał w domu Freuda na środowych dyskusjach dotyczących teorii psychoanalizy. Matka była kobietą nowoczesną i oczytaną, a także pacjentką Freuda. Ojciec wielokrotnie dzielił się z twórcą psychoanalizy swoimi spostrzeżeniami dotyczącymi rozwoju psychoseksualnego swojego dziecka.
Niespodziewanie u „małego Hansa” w wieku 5 lat pojawił się lęk przed końmi. Fobia miała swój początek w czasie spaceru, gdy chłopiec zobaczył przewracającego się konia. Ojciec Hansa samodzielnie poprowadził terapię psychoanalityczną w oparciu o wskazówki udzielone przez Freuda. Obecnie osoby znane pacjentowi nie mogą prowadzić takiej terapii. W trakcie terapii zinterpretowano odczuwany przez Hansa lęk przed końmi jako przeniesiony lęk przed ojcem, któremu dziecko przypisywało zazdrość o matkę (kompleks kastracyjny w kompleksie Edypa).
Na podstawie analizy przypadku „małego Hansa” Freud wysnuł bardzo dużo wniosków na temat seksualności dziecięcej i etapów rozwoju seksualnego dziecka.